# Рабич, Штефан
Штефан Рабич (нем. Stephan Rabitsch, род. 28 июня 1991 в Клагенфурте, Австрия) — австрийский шоссейный велогонщик, выступающий за континентальную команду «Felbermayr–Simplon Wels».

## Достижения
2011
1-й Этап 1 Тур Сибиу (КГ)
2012
1-й Этап 1 Тур Секейского края (КГ)
2015
2-й Джиро дель Фриули
2016
1-й  Тур Верхней Австрии
1-й Этап 4 Тур Словении
2017
1-й  Тур Верхней Австрии
1-й Этап 1
3-й Гран-при Лагуна
1-й  Горная классификация Флеш дю Сюд
2018
1-й  Рона-Альпы Изер Тур
1-й Этап 3
1-й  Париж–Аррас Тур
1-й Этап 2
1-й  Тур Верхней Австрии
1-й Этапы 1 & 3
2-й Флеш дю Сюд